# Municipio de Logan (condado de Lincoln)
El municipio de Logan (en inglés: Logan Township) es un municipio ubicado en el condado de Lincoln en el estado estadounidense de Kansas. En el año 2010 tenía una población de 68 habitantes y una densidad poblacional de 0,73 personas por km².

## Geografía
El municipio de Logan se encuentra ubicado en las coordenadas 39°4′50″N 97°59′13″O / 39.08056, -97.98694. Según la Oficina del Censo de los Estados Unidos, el municipio tiene una superficie total de 92.72 km², de la cual 92,42 km² corresponden a tierra firme y (0,33 %) 0,31 km² es agua.

## Demografía
Según el censo de 2010, había 68 personas residiendo en el municipio de Logan. La densidad de población era de 0,73 hab./km². De los 68 habitantes, el municipio de Logan estaba compuesto por el 98,53 % blancos, el 1,47 % eran de otras razas. Del total de la población el 1,47 % eran hispanos o latinos de cualquier raza.